# Fårholmen (vid Fagerö, Sibbo)
Fårholmen är en ö i Finland. Den ligger i Finska viken och i kommunen Sibbo i den ekonomiska regionen  Helsingfors i landskapet Nyland, i den södra delen av landet. Ön ligger omkring 18 kilometer öster om Helsingfors.
Öns area är 6,1 hektar och dess största längd är 380 meter i öst-västlig riktning. Ön höjer sig omkring 20 meter över havsytan.